# Swaffham Bulbeck
Swaffham Bulbeck är en ort och civil parish i Storbritannien.   Den ligger i distriktet East Cambridgeshire, grevskapet Cambridgeshire och riksdelen England, i den sydöstra delen av landet, 90 km norr om huvudstaden London. Swaffham Bulbeck ligger 13 meter över havet och antalet invånare är 826.
Terrängen runt Swaffham Bulbeck är platt. Runt Swaffham Bulbeck är det ganska tätbefolkat, med 149 invånare per kvadratkilometer. Närmaste större samhälle är Cambridge, 11,7 km väster om Swaffham Bulbeck. Trakten runt Swaffham Bulbeck består till största delen av jordbruksmark.